# Schalenstein von Magnieu
Der Schalenstein von Magnieu liegt im Jardin Jean-Pierre Camus am Bischofspalast von Belley im Zentrum des Départements Ain in Frankreich. Er stammt aus der Nachbargemeinde Magnieu.
Der Stein mit neun Schälchen wurde 1920 als Monument historique eingestuft. Ein zweiter Schalenstein (französisch Pierre à cupules) liegt in der Nähe. Aber der von Magnieu ist der imposantere.
Es gibt in Frankreich etwa 60 Schalensteine. Die dichteste Konzentration liegt auf der Île d’Yeu im Département Vendée.